# Giovanni Canestrini (biologo)
Giovanni Battista Girolamo Romedio Canestrini (Revò, 26 dicembre 1835 – Padova, 14 febbraio 1900) è stato un biologo, naturalista e aracnologo italiano.
Ebbe un ruolo fondamentale nell'introduzione in Italia delle teorie di Charles Darwin sull'evoluzione, traducendo le sue opere e diffondendo il suo pensiero.

## Biografia

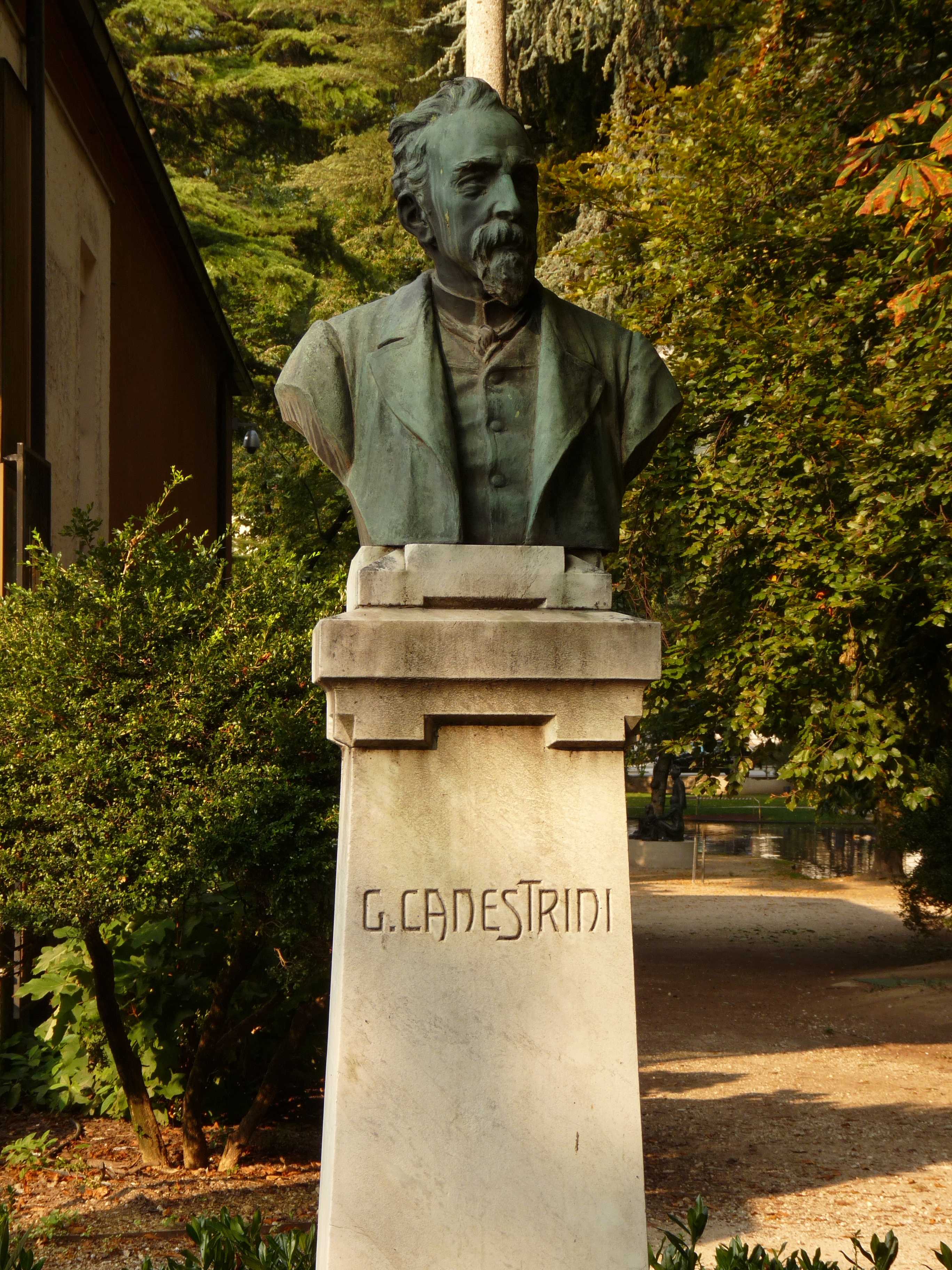
Andrea Malfatti, Busto di Giovanni Canestrini in Piazza Dante a Trento

Canestrini nacque nel 1835 a Revò, in Val di Non, all'epoca parte dell'Impero austriaco da Giuseppe e Silvia De Carneri.
Studiò dapprima a Gorizia e a Merano, successivamente frequentò l'università di Vienna dove si laureò in filosofia e scienze naturali nel 1861. Passò un breve periodo al Museo zoologico dell'Università di Genova.
Dal 1862 al 1868 fu professore di storia naturale nell'Università di Modena e Reggio Emilia. Si occupò di zoologia sistematica, antropologia e paletnologia. Dopo aver richiesto ed ottenuto dal Comune di Modena un fondo di 750 lire, nel 1863 iniziò saggi di scavo nel territorio modenese sui siti delle terramare, villaggi dell’età del bronzo i cui resti erano sfruttati all’epoca come cave di terriccio fertilizzante per usi agricoli. La raccolta di reperti archeologici e zoologici formata da Canestrini costituirà nel 1871 il primo nucleo del Museo civico di Modena, fondato da Carlo Boni. Con la collaborazione di Leonardo Salimbeni, nel 1864 Canestrini farà uscire la prima traduzione italiana dell'opera darwiniana L'origine delle specie, per i tipi della Zanichelli di Modena. Canestrini fu in assoluto il primo traduttore delle opere di Darwin. Diventò quindi fra i maggiori promotori delle idee darwiniane in Italia. Nel 1865 fu uno dei fondatori della Società dei Naturalisti di Modena, di cui fu il primo presidente.

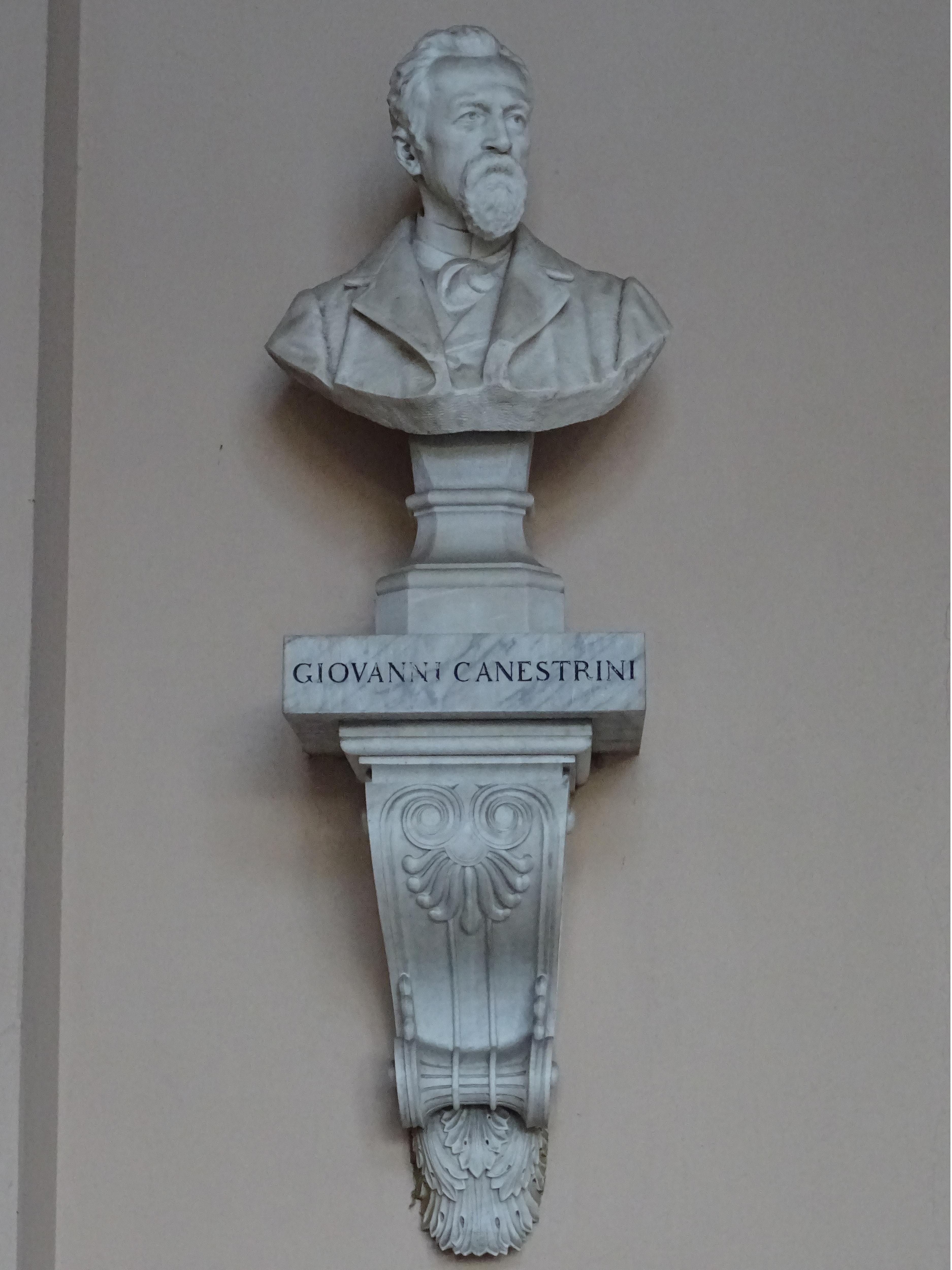
Busto di Giovanni Canestrini nel famedio del cimitero monumentale di Trento

Nel 1869 diventò professore di zoologia, anatomia comparata e fisiologia generale nell'Università di Padova, dove rimarrà fino alla morte. Fino al 1873 si dedicò soprattutto di riordinare e catalogare le collezioni zoologiche e aracnologiche del Museo universitario. All'Università di Padova fu anche preside della facoltà di scienze dal 1885 al 1891.
Nel 1873 condusse degli studi antropologici sui resti di Francesco Petrarca. Canestrini sostenne che all'apertura della tomba il cranio si disgregò rapidamente a causa dell'esposizione all'aria. L'affermazione è stata messa in discussione perché lo studioso ha avuto comunque modo di prendere diverse misure e realizzare un calco. Vito Terribile Wiel Marin, docente di anatomia patologica a Padova, ha ipotizzato che l'abbia fatto cadere.
Nel 1872 fondò la "Società veneto-trentina di scienze naturali", con lo scopo di incentivare i rapporti fra studiosi delle due regioni. L'attività era malvista dalle autorità austro-ungariche, che per le sue posizioni irredentiste nel 1878 gli vietarono di tornare nella sua terra d'origine.
Nel 1878 curò assieme a Francesco Bassani la traduzione de L'espressione delle emozioni nell'uomo e negli animali di Darwin. Ebbe contatti con Ernst Haeckel e anche con lo stesso Darwin. 
Pose le basi per l'insegnamento in Italia dell'antropologia, nel 1878-79 fece istituire il primo corso libero di antropologia e iniziò una raccolta di crani e strumenti antropologici. Fondò nel proprio istituto di Padova il primo laboratorio italiano di batteriologia, conducendovi ricerche pionieristiche e originali, e pubblicando un apprezzato manuale di merito. Sotto il profilo scientifico diede contributi originali e fondamentali in acarologia, in aracnologia (pionieristici in Italia gli studi tassonomici con il collega Pietro Pavesi), e in varie altre discipline di interesse biologico.
Fu socio effettivo dell'Istituto veneto di scienze, lettere ed arti dal 1878 al 1890. Nel 1881 fu eletto nel consiglio comunale di Padova in una lista formata dall'Associazione costituzionale progressista e dai moderati.
Ebbe diversi incarichi governativi. Nel 1882 ad esempio partecipò ad una campagna talassografica sul pirotrasporto Washington assieme al fratello Riccardo.
Morì a Padova nel 1900. Nel 1901 la Società degli studenti trentini propose di apporre una lapide commemorativa sulla sua casa natale a Revò, ma la maggioranza comunale rifiutò con la motivazione che sarebbe stato un atto antireligioso. Il 14 settembre fu inaugurato, in Piazza Dante a Trento, un busto in marmo, opera di Andrea Malfatti. Successivamente fu danneggiato e sostituito con una replica in bronzo, opera dello stesso Malfatti (l'originale in marmo venne custodito dal Museo tridentino di scienze naturali, oggi MUSE). Alcide De Gasperi propose polemicamente di scrivere come dedica: "A Giovanni Canestrini. Studiò e faticò molto ma sbagliò strada. Riposa in pace." Nel 1936 su iniziativa del Museo tridentino di scienze naturali fu posta anche una lapide sulla sua casa natale.

## Alcuni taxa descritti
- Argasidae Canestrini, 1891 - famiglia di acari
- Berlesia Canestrini, 1884 - genere di acari della famiglia Laelapidae
- Hypoaspis Canestrini, 1884 - genere di acari della famiglia Laelapidae
- Trichopsis Canestrini, 1860 - genere di pesci della famiglia Osphronemidae
- Cresmatoneta mutinensis Canestrini, 1868 - ragno della famiglia Linyphiidae
- Cobitis bilineata Canestrini, 1865 - pesce della famiglia Cobitidae
- Dysdera ninnii Canestrini, 1868 - ragno della famiglia Dysderidae
- Harpactea grisea Canestrini, 1868 - ragno della famiglia Dysderidae
- Syngnathus taenionotus Canestrini, 1871 - pesce della famiglia Syngnathidae

## Taxa denominati in suo onore
- Aralichus canestrinii complex (Trouessart) - gruppo di acari della famiglia Pterolichidae
- Araneus canestrinii (Thorell, 1873) - ragno della famiglia Araneidae
- Cochlostoma canestrinii (Adami, 1876) - gasteropode della famiglia Cochlostomidae
- Dasumia canestrinii (L. Koch, 1876) - ragno della famiglia Dysderidae
- Mendoza canestrinii Ninni, 1868 - ragno della famiglia Salticidae
- Opilio canestrinii (Thorell, 1876) - opilione della famiglia Phalangiidae
- Ninnigobius canestrinii Ninni, 1883 - pesce della famiglia Gobiidae

## Opere
(elenco parziale)
- Origine dell'uomo. Milano, 1866.

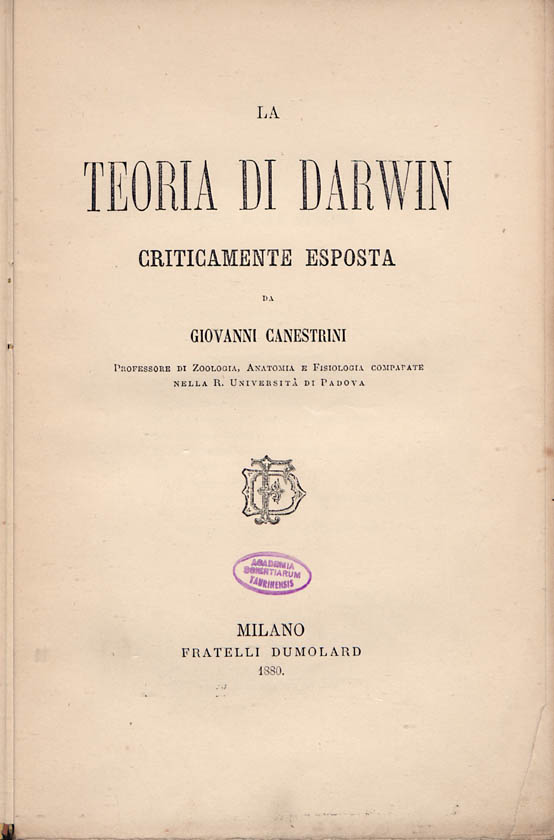
La teoria di Darwin, 1880

- Compendio di zoologia e anatomia comparata, 3 voll. Milano, 1869, 1870, 1871.
- Pesci d'Italia. 1872
- Manuale di apicoltura razionale. 1873.
- Prime nozioni di antropologia. Milano, 1878.
- Apicoltura. Milano, 1880.
- La teoria di Darwin, Milano, Dumolard, 1880.
- La teoria dell'evoluzione esposta nei suoi fondamenti. Torino, 1887.
- Antropologia. 1888.
- La filossera. 1888.
- Per l'evoluzione. Recensione e nuovi studi. 1894.
- Prospetto dell'Arcafauna italiana, 8 voll. Padova, 1885 - 1899.
- Batteriologia. Milano, 1896.

### Pubblicazioni aracnologiche
- Canestrini, G., 1868 - Nuove aracnidi italiani. Annuar. Soc. nat. Modena.vol.3, pp. 190–206[11]
- Canestrini, G. & P. Pavesi, 1868 - Araneidi italiani. Atti Soc. ital. sci. nat. vol.11, pp. 738–872
- Canestrini, G. & P. Pavesi, 1870 - Catalogo sistematico degli Araneidi italiano. Arch. zool. anat. fisiol. Bologna vol.2, pp. 60–64
- Canestrini, G., 1873 - Nuove specie italiani di Aracnidi. Atti Soc. venet. trent. sci. nat. Pad. vol.2, pp. 45–52
- Canestrini, G., 1876 - Osservazione aracnologiche. Atti Soc. ven. trent. sci. nat. Padova vol.3, pp. 206–232